# Amoris van Amoras
Amoris van Amoras is het honderdeenenzestigste stripverhaal uit de reeks van Suske en Wiske. Het is geschreven en getekend door Paul Geerts.  
Het werd van 16 maart 1984 tot en met 28 juli 1984 gepubliceerd in De Standaard en Het Nieuwsblad. De eerste albumuitgave in de Vierkleurenreeks was in november 1984, met nummer 200.
Amoris van Amoras borduurt voort op enkele verhalen die in de reeks waren verschenen in de periode 1945-1960, vooral Het eiland Amoras, De stalen bloempot, en De zingende zwammen.

## Locaties
- Antwerpen met de Groenplaats en Onze Lieve Vrouwentoren, Amoras met de kathedraal, het Steen, flatgebouwen, de Windkliever (gezonken galjoen)

## Personages
- Suske, Wiske, tante Sidonia, Lambik, Jerom, professor Barabas, Joske en zijn moeder,  de Zwarte Madam, Savantas, Sus Antigoon, Arthur, Tobias, de Stalen Bloempotten, de Vetten, de Mageren, Kludde en Lange Wapper, Jef Blaaskop, Krimson, Amoris en andere Mortelmaaien

## Uitvindingen
- Gyronef, stopstraalkanon, verkleinapparaat

## Het verhaal
Lambik werkt als gids in Antwerpen, maar hij kan zijn klanten niet vertellen welk standbeeld er op de Groenplaats staat. Lambik krijgt een emmer op zijn voet die van de Onze Lieve Vrouwentoren valt ; een toerist zegt dat hij een spook rond de toren heeft zien vliegen. Suske en Wiske komen naar het ziekenhuis waar Lambik wordt verzorgd en gaan later op onderzoek in de kathedraal. Suske valt van de toren en Sus Antigoon kan hem net op tijd redden. Bij tante Sidonia thuis vertelt Sus Antigoon dat hij na zijn avontuur in Scandinavië in het rijk van Fantasia een bericht van Amoras ontving. Jef Blaaskop bouwt moderne flatgebouwen in "Antverpia" en de kathedraal is aan het verzakken. De Vetten hebben de macht opnieuw gegrepen op het eiland. De vrienden bellen professor Barabas die hen de gyronef leent om naar Amoras te vliegen. Jerom biedt aan Lambik te dragen nu die zijn been in het gips heeft door het ongeluk bij de toren.
Lambik wil een tussenstop maken op een ander eiland waar professor Barabas ooit ook verbleef. Als de gyronef stuk blijkt te zijn overnachten de vrienden op een eiland voor de kust van Amoras. Die nacht komen de Stalen Bloempotten en proberen de vrienden tegen te houden. Maar het plan mislukt en de volgende dag arriveren de vrienden op Amoras. Jef Blaaskop blijkt nu koning te zijn in plaats van Suske of Wiske. Jef Blaaskop heeft de Zwarte Madam, Savantas, Sus Antigoon, Arthur en Tobias naar het eiland gehaald als zijn nieuwe hofhouding. Sus Antigoon vertelt dat Jef Blaaskop de stad vol wil bouwen met grote moderne flatgebouwen en ook de normen en waarden aan wil passen. Niemand weet waarom de toren scheefzakt, er is een schacht gegraven om de grondvesten bloot te leggen voor onderzoek.
's Nachts gaan tante Sidonia en Suske en Wiske met gasmaskers op onderzoek in de schachten. Ze zien dat de koeienhuiden die als fundering zijn gebruikt verrot zijn. Het ruikt bovendien erg zuur in de schachten. Een Stalen Bloempot laat de trap instorten en de vrienden zitten gevangen in de schacht. Tobias gaat de volgende ochtend op zoek naar zijn vrienden en ze vinden de schacht, maar deze is volgelopen met water doordat een Stalen Bloempot een kraan heeft opengedraaid. Lange Wapper redt de vrienden uit de ondergelopen schachten en ze bedanken de Zwarte Madam voor haar hulp zodra ze weer boven zijn. De Zwarte Madam gaat naar een groot gebouw en vertelt daar dat haar plan heeft gewerkt, ze wordt niet verdacht. De vrienden gaan naar het Steen en ze vragen Jef Blaaskop het water te onderzoeken. Schanulleke ruikt namelijk erg zuur na het avontuur in de schachten.
Jef Blaaskop vertelt dat hij een contract heeft met iemand die de flats op het eiland wil bouwen. Als Jef slaapt verwisselt een Stalen Bloempot het buisje met het water wat onderzocht wordt. Tobias hoort stemmen uit de muur die vertellen dat de buisjes water verwisselt zijn, hij gaat meteen naar Arthur en ze zien een Stalen Bloempot vluchten. Ze winnen van hem en keren met de proefbuisjes terug naar het Steen. Jef vertelt dat het water zuiver is en hij krijgt hierover ruzie met de vrienden, maar dan hoort Lambik ook stemmen uit de muur. Arthur vertelt dat Tobias de stemmen ook heeft gehoord en de echte buisjes met water zijn nu terug. De vrienden willen de verrotte huiden vervangen onder de toren en Lambik ziet een wormpje in de kelder die hij redt uit een waterplas. Als de herstelwerkzaamheden zijn begonnen zien de vrienden dat Krimson op het eiland is. Hij vertelt dat hij zijn leven wil beteren en geeft geld voor het werk aan de toren. Jerom zet de toren recht en de bevolking viert feest.
De Zwarte Madam en Krimson bespreken het mislukte plan met het zure grondwater. Sus Antigoon hoort tijdens het feest ook stemmen uit de muren en hij ziet Stalen Bloempotten in een sloep arriveren aan de kust. Savantas bevriest Sus Antigoon met het stopstraalkanon. De Stalen Bloempotten nemen springstof mee en gaan via het riool op weg naar de kathedraal. Savantas gebruikt het verkleinapparaat en stopt Sus Antigoon in een kruik die hij met een kanon in de zee schiet. De stemmen waarschuwen Tobias dat de toren opgeblazen zal worden en samen met Suske en Wiske gaat hij naar het riool. Tobias plast op de lont en hierdoor kan het plan van de Stalen Bloempotten net op tijd gestopt worden. De stemmen vertellen ook dat Sus Antigoon in een kruik is opgesloten en Suske en Wiske vinden deze als hij op het strand aanspoelt. Ze vinden ook het verkleinapparaat van Savantas en nemen het mee.
Dan stort het grootste flatgebouw van Krimson in en tante Sidonia hoort ook stemmen in de stenen van de overblijfselen. Tante Sidonia vertelt de vrienden over de Windkliever en Wiske weet dat dit een gezonken galjoen voor de kust van Amoras is. Samen met Suske duikt ze naar het wrak, ze vinden daar broeikassen met mortel. Het schip waarop Lambik en Jerom zitten wordt aangevallen door Stalen Bloempotten, maar met hulp van Arthur en Sus Antigoon weten ze de aanval te weerstaan. Suske vindt het logboek van de kapitein en leest over de Mortelmaaien, kleine wezentjes uit de oertijd. De kapitein wilde ze naar een onbewoond eiland brengen, maar het schip verging in een storm. De wormpjes eten mortel en beseffen niet dat hierdoor gebouwen instorten. Dit komt door de holle gangen die daardoor tussen de stenen achterblijven.
Suske en Wiske laten zich verkleinen door Lambik en gaan op zoek naar de mortelmaaien. Ze ontmoeten Amoris die hen vertelt dat de mortelmaaien fosfor afscheiden waardoor er licht is in de gangen. Amoris schrikt als Suske en Wiske vertellen dat door het eten van mortel de huizen instorten en belooft niet meer te zullen eten. De Zwarte Madam hoort alles later en ze werpt Krimson in de kelder als hij weigert haar te helpen de kathedraal te laten instorten. De heks neemt de mortelmaaien gevangen door drank in een nieuw metselwerk te stoppen.
Tobias ziet dit en waarschuwt zijn vrienden. De dronken mortelmaaien eten de voegen van de kathedraal, want hier heeft de Zwarte Madam ze losgelaten. Tobias vindt Krimson en hij vertelt Suske en Wiske over de plannen van de Zwarte Madam. Hierdoor kunnen ze de bende uit de grondvesten van de toren verjagen, maar de mortelmaaien hebben al veel schade veroorzaakt. Als een muur instort komt Krimson onder de brokstukken, hij kan alleen gered worden door een warm hart. De vrienden loten en Lambik wordt hierdoor uitgekozen om Krimson te redden. Lambik heeft niet eerlijk gespeeld, want op alle briefjes staat zijn naam, en hij komt erg slecht uit de bloedtransfusie. Amoris heeft zijn soortgenoten eindelijk overgehaald niet verder te eten. Als hij hoort over de problemen van Lambik, gaat hij met hen op pad.
De vrienden horen stemmen uit het gips van Lambik en Amoris vertelt dat ze de hartwarmte van Lambik weer op peil hebben gebracht door hun getik. Lambik herstelt en Krimson gaat afrekenen met de Zwarte Madam en haar helpers, hij vertelt Jef Blaaskop alles en Sus Antigoon neemt de bende mee terug naar Fantasia. De verdediging van Amoras wordt versterkt zodat de Stalen Bloempotten niet meer aan land kunnen komen. Krimson schenkt zijn flatgebouwen aan Amoras, de mortelmaaien kunnen hier nu van eten. Krimson vertrekt op zijn jacht en twijfelt nu al of hij toch wel voor altijd goed zal blijven. Suske en Wiske brengen de mortelmaaien naar de flatgebouwen en gaan met de gyronef naar huis, Jerom is al vertrokken in een roeibootje omdat hij wat beweging wilde. Lambik heeft stiekem wat mortelmaaien meegenomen die hij wil loslaten in belastingkantoren.